# Amerykańskie Stowarzyszenie Tematyków

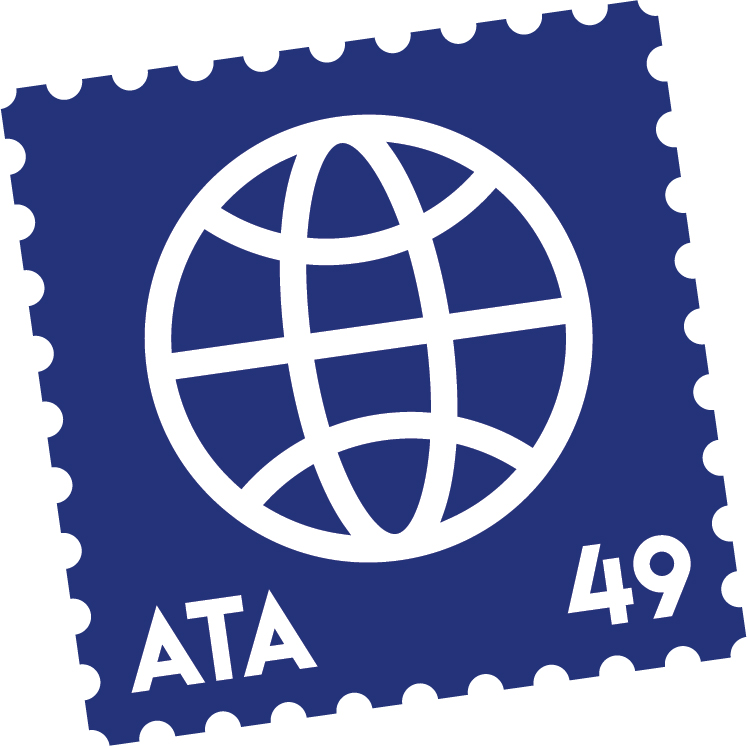
Logo stowarzyszenia

Amerykańskie Stowarzyszenie Tematyków, ATA (ang. American Topical Association) – największa organizacja na świecie zrzeszająca filatelistów zbierających walory filatelistyczne tematycznie. Powstała w 1949 roku w Milwaukee, a jej założycielem był Jerry Husak. Od 1952 roku organizowane są kongresy. W ciągu swojej działalności zrzeszała łącznie ponad 56 000 członków z ponad 100 krajów.